# موشینا
موشینا (به لهستانی: Mosina) یک شهر در لهستان است که در Gmina Mosina واقع شده‌است.

## خصوصیات
موشینا ۱۳٫۵۸ کیلومترمربع مساحت و ۱۲٬۱۵۰ نفر جمعیت دارد.